# فايكينغ 2
فايكينغ 2 هو ثاني مسبار ارسلته الناسا في برنامج فايكينغ ويتكون من قمر صناعي وظيفته الدوران حول المريخ والهابط الذي وظيفته الرئيسية الهبوط على سطح المريخ لدراسته.الهابط عمل لفترة 1281 يوم مريخي وتوقف عمله يوم 12 نيسان 1980 عندما تعطلت بطاريته, أما القمر الصناعي فقد استمر في العمل حتى 25 تموز 1978, مولدا قرب 16000 صورة و 706 دورة حول المريخ.

## المهمة
أطلق المسبار يوم 9 سبتمبر 1975 باستخدام صاروخ تيتان 3. وبعد 333 يوم في رحلته إلى المريخ قام القمر الصناعي بإرسال صور للكوكب حتى قبل دخوله في مدار حول المريخ, دخوله في مدار كوكب المريخ كان يوم 7 اب 1976.
كان الأساس من فايكينغ 2 شبيه للأساس في فايكينغ 1 إذ كانا يحملان نفس العدد, إلا أن مقياس الزلازل في فايكينغ 2 عمل بينما مقياس فايكينغ 1 لم يعمل.